# Dysorgasmie
La dysorgasmie est définie comme un orgasme douloureux, mais sans douleur préalable lors des rapports sexuels. La douleur se manifeste souvent par une sensation de crampes dans le bassin, les fesses ou l'abdomen. La durée de la douleur peut durer de quelques secondes à quelques minutes à plusieurs heures.
La condition peut être ressentie pendant ou après l'orgasme, parfois jusqu'à plusieurs heures après l'orgasme. Les hommes et les femmes peuvent ressentir des douleurs orgasmiques. 
Le terme est parfois utilisé de manière interchangeable avec l'éjaculation douloureuse lorsqu'elle est ressentie par un homme, mais la douleur éjaculatoire n'est qu'un sous-type de dysorgasmie masculine, car les hommes peuvent ressentir de la douleur sans éjaculer.
La dysorgasmie peut être un effet secondaire d'interventions chirurgicales telles que la prostatectomie.